# Лавиньяк, Александр Жак Альбер
Александр Жак Альбер Лавиньяк (фр. Alexandre Jean Albert Lavignac; 21 января 1846, Париж — 28 мая 1916, там же) — французский музыковед
.
Окончил Парижскую консерваторию, ученик Антуана Мармонтеля (фортепиано), Франсуа Бенуа (орган) и Амбруаза Тома (композиция). Восемнадцати лет участвовал в 1864 г. в премьере Маленькой торжественной мессы Джоакино Россини, исполнив партию фисгармонии. С 1871 г. преподавал в консерватории, с 1875 г. профессор сольфеджио, с 1891 г. — гармонии. Среди его учеников были, например, Венсан д’Энди и Филипп Ярнах.
Наиболее известны три сочинения Лавиньяка. Благодаря «Полному теоретическому и практическому курсу музыкальной диктовки» (фр. «Cours complet théoretique et pratique de dictée musicale»; 1882) музыкальный диктант занял более существенное место в консерваторских учебных программах. Книга «Артистическое путешествие в Байрёйт» (фр. «Le voyage artistique à Bayreuth»; 1897), обобщающая вагнеровские штудии Лавиньяка, посвящена анализу лейтмотивов у Вагнера. Наиболее общий и наиболее популярный характер носила книга «Музыка и музыканты» (фр. «La musique et les musiciens»; 1895) — развёрнутые эссе, в возвышенно-поэтическом ключе рассказывающие о возможностях отдельных инструментов («Тембр тромбона по своей природе величественный и возвышенный. Он достаточно могуществен для того, чтобы властвовать над всем оркестром… он может становиться чудовищным… или полным скорби… Это великолепный инструмент, исполненный благородной драматической силы, которую следует приберегать для особых случаев»). Аналогичные характеристики даются в этой книге Лавиньяка каждой тональности.
Кроме того, Лавиньяку принадлежит целый ряд музыкальных учебников: «Пятьдесят уроков гармонии», «Школа педали» и мн. др. Лавиньяк также является автором музыкальных произведений, однако они не пользовались успехом. Впрочем, уже в XXI веке к творчеству Лавиньяка неожиданно оказалось привлечено внимание благодаря тому, что его Галоп-марш в переложении для 12 пианистов за одним фортепиано, сделанном немецким пианистом и музыкальным педагогом Кристофом Зишкой, был использован для рекорда Книги рекордов Гиннесса «самое большое количество пианистов за одним инструментом».